# 哈斯拉特·贾法罗夫
哈斯拉特·瓦列赫奥卢·贾法罗夫（2002年10月5日—），阿塞拜疆男子摔跤运动员，2022年世界摔跤锦标赛男子古典式67公斤级铜牌得主、2023年世界摔跤锦标赛男子古典式67公斤级银牌得主、2024年夏季奥林匹克运动会男子古典式67公斤级铜牌得主。